# Dysschema cydon
Dysschema cydon là một loài bướm đêm thuộc phân họ Arctiinae, họ Erebidae.